# New Haven (Missouri)
New Haven é uma cidade localizada no estado americano de Missouri, no Condado de Franklin.

## Demografia
Segundo o censo americano de 2000, a sua população era de 1867 habitantes.
Em 2006, foi estimada uma população de 2001, um aumento de 134 (7.2%).

## Geografia
De acordo com o United States Census Bureau tem uma área de
7,8 km², dos quais 7,4 km² cobertos por terra e 0,4 km² cobertos por água. New Haven localiza-se a aproximadamente 236 m acima do nível do mar.

## Localidades na vizinhança
O diagrama seguinte representa as localidades num raio de 24 km ao redor de New Haven.